# Sidang Gunung Tiga
Sidang Gunung Tiga is een bestuurslaag in het regentschap Mesuji van de provincie Lampung, Indonesië. Sidang Gunung Tiga telt 2177 inwoners (volkstelling 2010).